# Joseph Poujade
Joseph Poujade war ein US-amerikanischer Politiker. Zwischen 1891 und 1895 war er Vizegouverneur des Bundesstaates Nevada.
Über Joseph Poujade gibt es kaum verwertbare Quellen. Sicher ist nur, dass er zumindest zeitweise in Nevada lebte und der Republikanischen Partei angehörte. Im Jahr 1890 wurde er an der Seite von Roswell K. Colcord zum Vizegouverneur von Nevada gewählt. Dieses Amt bekleidete er zwischen 1891 und 1895. Dabei war er Stellvertreter des Gouverneurs und Vorsitzender des Staatssenats. Danach verliert sich seine Spur wieder.